# Trofeu de la Ceràmica

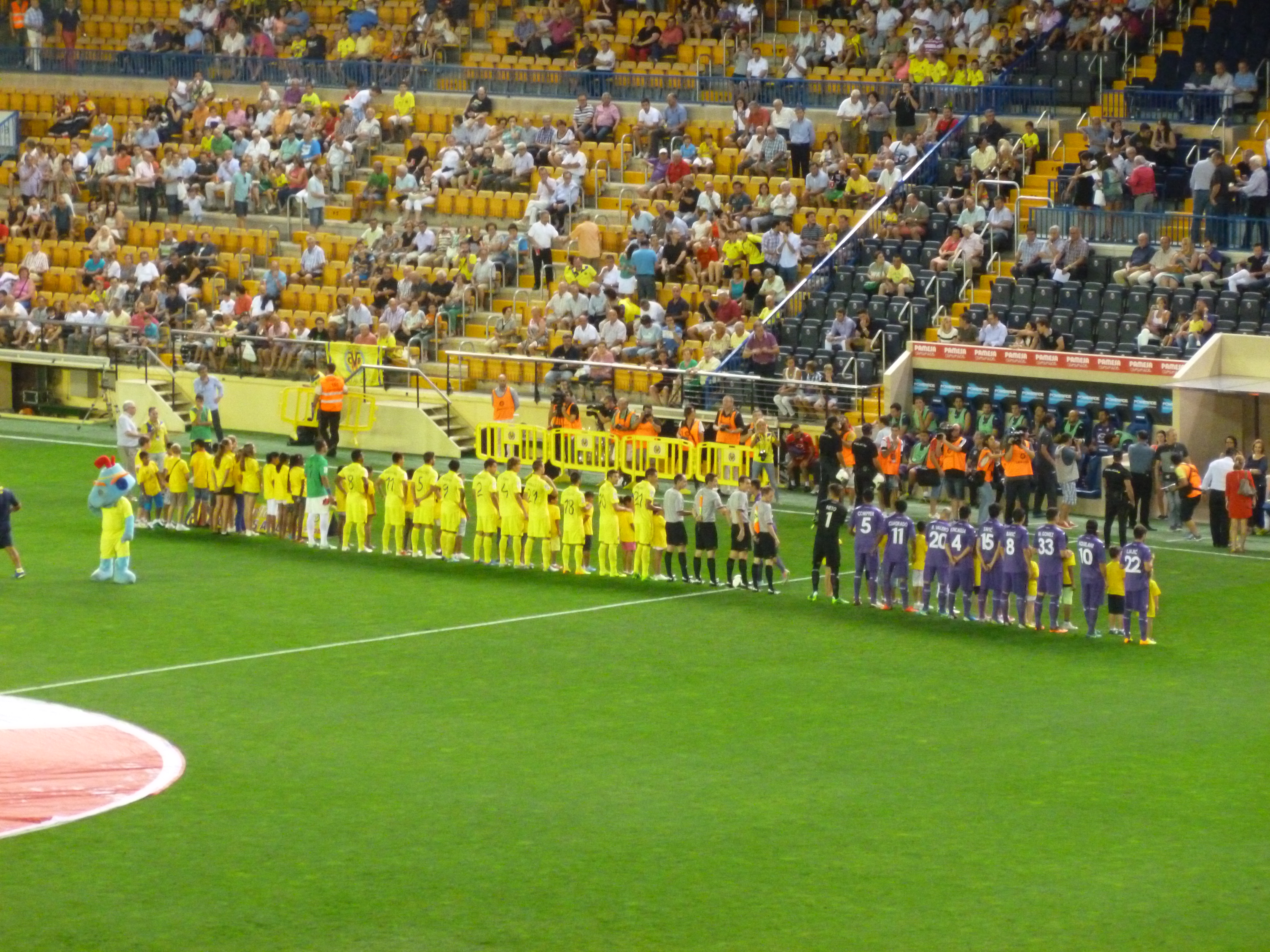
Formacions inicials del Vila-real CF i de la Fiorentina, en el partit del Trofeu de la Ceràmica de 2013 jugat al Madrigal de Vila-real

El Trofeu de la Ceràmica és un torneig futbolístic amistós que se celebra des de l'any 2000 a la ciutat de Vila-real, a la Plana Baixa (Espanya), normalment durant la pretemporada i a mitjans-finals del mes d'agost poc abans de començar el campionat nacional de futbol de la Lliga espanyola de futbol. El torneig l'organitza el Vila-real CF.
Aquest trofeu pren el nom per la principal activitat industrial de la província i de la ciutat, la indústria de la ceràmica, de la que Vila-real és una de les principals ciutats productores d'aquest sector.

## Historial
| Any  | Edició     | Campió              | Finalista                 | Resultat |
| ---- | ---------- | ------------------- | ------------------------- | -------- |
| 2000 | I (1a)     | Paris Saint Germain | Vila-real CF              | 1-2      |
| 2001 | II (2a)    | València CF         | Vila-real CF              |          |
| 2002 | III (3a)   | Vila-real CF        | PSV Eindhoven             | 1-1 (p)  |
| 2003 | IV (4a)    | Vila-real CF        | CA Peñarol                | 2-2 (p)  |
| 2004 | V (5a)     | Llevant UE          | Vila-real CF              | 3-3 (p)  |
| 2005 | VI (6a)    | CA Peñarol          | Vila-real CF              | 2-2 (p)  |
| 2006 | VII (7a)   | AS Monaco           | Vila-real CF              | 1-2      |
| 2007 | VIII (8a)  | Vila-real CF        | Livorno                   | 2-2 (p)  |
| 2008 | IX (9a)    | Udinese Calcio      | Vila-real CF              | 0-1      |
| 2009 | X (10a)    | Gènova              | Vila-real CF              | 1-2      |
| 2010 | XI (11a)   | Vila-real CF        | Beşiktaş Jimnastik Kulübü | 2-2 (p)  |
| 2011 | XII (12a)  | Vila-real CF        | SS Lazio                  | 3-1      |
| 2012 | XIII (13a) | Vila-real CF        | Llevant UE                | 2-1      |
| 2013 | XIV (14a)  | Vila-real CF        | ACF Fiorentina            | 2-0      |
| 2014 | XIV (15a)  | Vila-real CF        | US Sassuolo               | 4-2      |
| 2015 | XIV (16a)  | Vila-real CF        | Llevant UE                | 2-0      |

## Llista de campions
- 2000: Paris Saint Germain
- 2001: València CF
- 2002: Vila-real CF
- 2003: Vila-real CF
- 2004: Llevant UE
- 2005: CA Peñarol
- 2006: AS Monaco
- 2007: Vila-real CF
- 2008: Udinese Calcio
- 2009: Gènova
- 2010: Vila-real CF
- 2011: Vila-real CF
- 2012: Vila-real CF
- 2013: Vila-real CF
- 2014: Vila-real CF
- 2015: Vila-real CF

## Palmarès
- 9 títols: Vila-real CF: 2002, 2003, 2007, 2010, 2011, 2012, 2013, 2014 i 2015
- 1 títol: Paris Saint Germain: 2000
- 1 títol: València: 2001
- 1 títol: Llevant UE: 2004
- 1 títol: CA Peñarol: 2005
- 1 títol: AS Monaco: 2006
- 1 títol: Udinese Calcio: 2008
- 1 títol: Gènova 2009